# Accords de Craiova

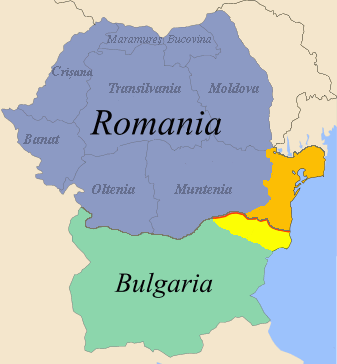
En orange : Dobrogée roumaine ; en jaune : Dobroudja bulgare.

Les accords de Craiova ont été signés le 7 septembre 1940 par les diplomates mandatés du Roi des Bulgares (Svetoslav Pomenov et Teokhar Papazoff) et les diplomates mandatés du Roi de Roumanie (Alexandru Cretzianu et Henri-Georges Meitani), au terme d'une conférence bipartite ouverte le 19 août à Craiova, entre la Roumanie et la Bulgarie, sous pression du Reich en la personne de son ambassadeur à Bucarest, Manfred von Killinger, mais sans son implication directe. Les accords de Craiova ont été ratifiés le 13 septembre 1940 par le roi des Bulgares, Boris III et le premier ministre Roumain, Ion Antonescu.

## Contexte
Dans le contexte géopolitique du pacte germano-soviétique et une semaine après le deuxième arbitrage de Vienne, les accords de Craiova viennent compléter le dépeçage de la « Grande Roumanie » sous la pression de l'Allemagne et de l'URSS, commencé le 28 juin 1940 par l'occupation soviétique de la Bessarabie et de la Bucovine du Nord et poursuivi le 30 août 1940 par la cession de Transylvanie du Nord à la Hongrie.
Le roi bulgare Boris III profite avec adresse de la situation politique difficile rencontrée par Carol II, roi pro-allié de Roumanie, dont le régime, dictatorial mais instable, est menacé à la fois de l'extérieur par le pacte Hitler-Staline, et de l'intérieur par la Garde de fer qu'il combat.

## Contenu

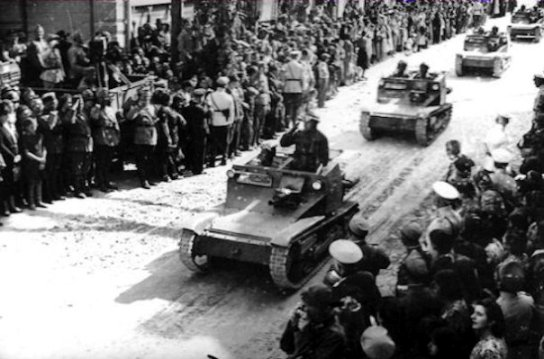
Chenillettes de l'armée bulgare entrant dans la Dobroudja du Sud à la suite des accords.

Les accords de Craiova restituent à la Bulgarie la partie méridionale de la Dobroudja, annexée par la Roumanie en 1913, à l'issue de la Deuxième Guerre balkanique, par le traité de Bucarest : c'est un retour aux frontières initiales de 1878 entre les deux pays. À la différence de la Bessarabie, de la Bucovine du Nord (ensemble 44 522 km2 avec l'arrondissement de Hertsa) et de la Transylvanie du Nord (43 492 km2), la population roumaine n'est pas majoritaire en Dobroudja du Sud où la population bulgare était trois fois plus nombreuse que la roumaine (la majorité étant ici turque). L'opinion roumaine admet donc plus facilement la restitution de la Dobroudja du Sud (petit territoire d'un peu plus de 7 500 km2) que la perte des autres provinces.
Un échange de populations s'ensuit : les 80 000 Roumains et Aroumains habitant la Dobroudja méridionale (ces derniers, depuis l'annexion de 1913 : ils avaient été échangés contre les Grecs et les Bulgares de cette région) sont déplacés vers la partie nord de la Dobrogée, restée roumaine (échangés une nouvelle fois contre 65 000 Bulgares de la partie nord qui furent installés dans le sud).